# Ulmus castaneifolia
Ulmus castaneifolia är en almväxtart som beskrevs av William Botting Hemsley. Ulmus castaneifolia ingår i släktet almar, och familjen almväxter. Inga underarter finns listade i Catalogue of Life.
Denna alm förekommer i Kina i provinserna Anhui, Fujian, Guangdong, Guangxi, Guizhou, Hubei, Hunan, Jiangxi, Sichuan, Yunnan och Zhejiang. Den växer i kulliga områden och i bergstrakter mellan 500 och 1600 meter över havet. Ulmus castaneifolia ingår vanligen i lövskogar.
För beståndet är inga hot kända. Hela populationen anses vara stor. IUCN listar arten som livskraftig (LC).

## Bildgalleri

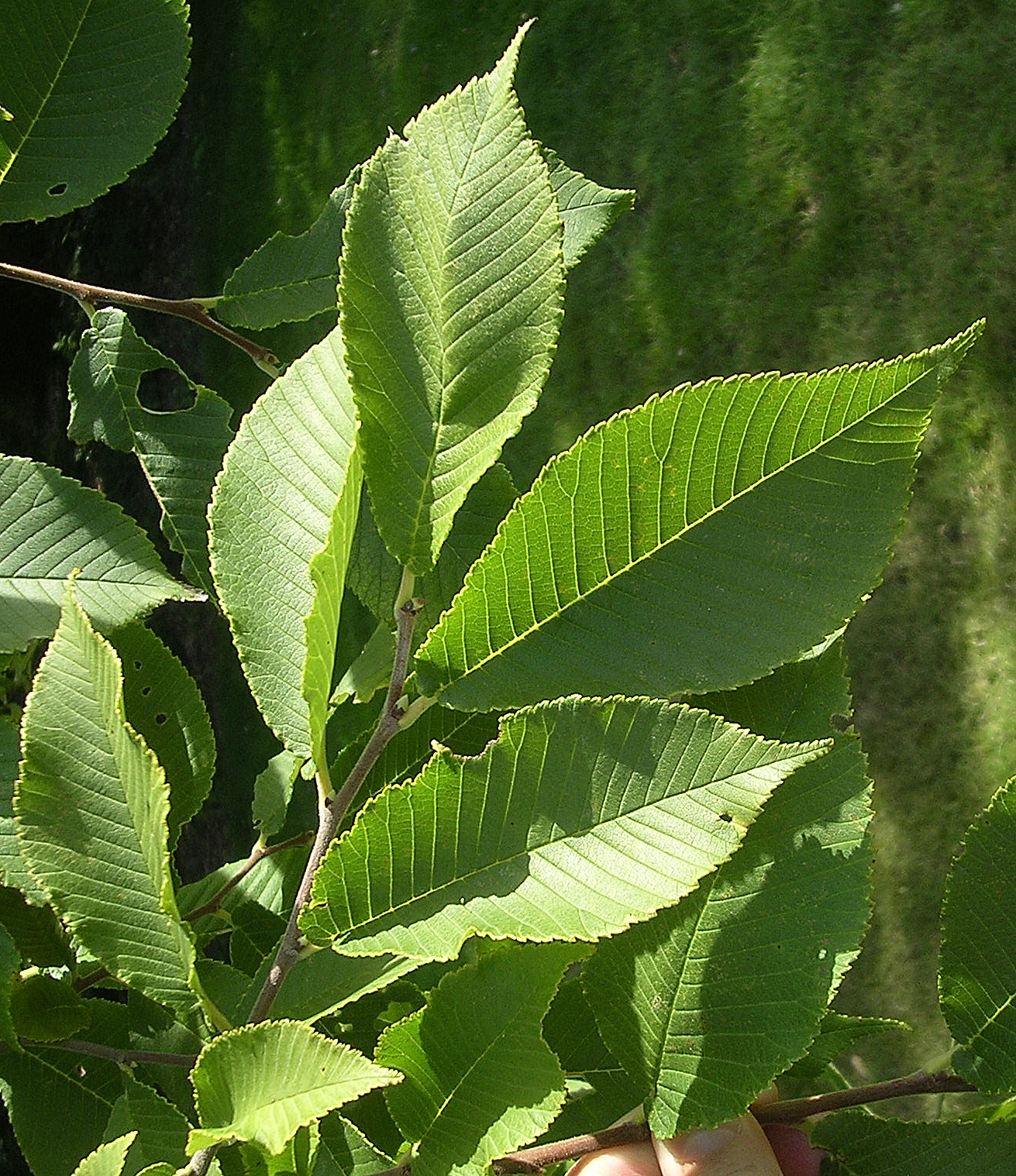